# Caída de Herat
La caída de Herāt fue una batalla y la posterior captura de Herat por combatientes talibanes. El ataque a la ciudad comenzó alrededor del 28 de julio de 2021 y terminó con la victoria de los talibanes el 13 de agosto del mismo año. Varios de los distritos circundantes cayeron en manos de los talibanes desde junio hasta mediados de julio, dejando solo la ciudad y otros dos distritos en manos del gobierno para el 10 de julio. Los pasos fronterizos en la provincia de Herat fueron capturados por los talibanes el 9 de julio, lo que elevó los precios de los productos dentro de la ciudad. Ismail Khan, exgobernador y jefe militar, dirigió una fuerza de levantamiento público para ayudar a las Fuerzas de Seguridad Nacional Afganas a defender la ciudad.
Después de que los combates comenzaron en la ciudad a fines de julio, los talibanes lanzaron un ataque significativo el 30 de julio, cerrando el Aeropuerto Internacional de Herat y tomando temporalmente la carretera que conduce al aeropuerto. Unos días después, algunos heratíes corearon «Al·lahu-àkbar» («Dios es grande») en apoyo de las fuerzas gubernamentales. Los insurgentes talibanes lanzaron otro ataque significativo contra la ciudad el 12 de agosto, tomando la ciudad a primera hora de la tarde. Ismail Khan fue capturado y luego liberado.

## Antecedentes
Simultáneamente con la retirada de la mayoría de las tropas estadounidenses de Afganistán, los talibanes habían aumentado la intensidad de su ofensiva en Afganistán, tomando al menos 50 distritos en mayo y junio de 2021. Parecía que los talibanes estaban capturando distritos alrededor de las capitales provinciales, preparándose para capturar ellos una vez que las fuerzas extranjeras se fueron. A finales de junio de 2021, el ejército italiano se retiró de una base junto a Herat, supuestamente destruyendo equipo militar y sin dejar ninguno para el Ejército Nacional Afgano. En ese momento, el control del Aeropuerto Internacional de Herat también fue entregado a las fuerzas afganas. Las últimas tropas italianas regresaron a Italia a fines del 29 de junio de 2021.

### Caída de distritos en la provincia de Herat
En enero de 2019, el inspector general especial para la Reconstrucción de Afganistán (SIGAR) consideró que todos menos uno de los distritos de la provincia de Herat, el distrito de Shīndand, estaban bajo control del gobierno o bajo la influencia del gobierno (entre el control del gobierno y disputados). El 11 de junio de 2021, los talibanes afirmaron haber capturado el distrito de Farsi al suroeste de la ciudad. Seis días después, el distrito de Obe, que está directamente al norte del distrito de Farsi, cayó al oeste de Herat. El 6 de julio, el distrito de Ghoryan al este de Herat en la frontera con Irán estaba bajo control de los talibanes, junto con el distrito de Chishti Sharif al oeste.
El 9 de julio, los talibanes capturaron ocho distritos de la provincia de Herat y dos ciudades fronterizas importantes, Eslām Qalʿeh y Tawraġudi, en un período de 24 horas. Eslām Qalʿeh está a 120 kilómetros de Herat y es uno de los principales cruces fronterizos con Irán, trayendo 1500 millones de afganis anualmente a la República Islámica de Afganistán. Los soldados huyeron a Irán por seguridad. Tawraġudi es uno de los dos cruces fronterizos hacia Turkmenistán. Los ocho distritos capturados fueron Karukh, Kohsan, Gulran, Kushki Kuhna, Kushk, Shīndand, Adraskan y Pashtun Zarghun. Según los informes, cinco distritos cayeron sin lucha. El distrito de Zendeh Jan, a 43 kilómetros de Herat, cayó ante los talibanes el día anterior. Los ataques y capturas de los distritos sólo dejaron 2 distritos, Injil y Guzara, más la ciudad de Herat en manos del gobierno.  El distrito de Karokh se retomó el 23 de julio, pero solo fue retenido durante una semana. El 24 de julio, el gobierno impuso un toque de queda en la provincia de Herat y en la mayoría de las demás provincias de Afganistán. El distrito de Karokh fue retomado el 30 de julio.

### Ismail Khan

Mapa de los distritos de la provincia de Herat.

Tras la captura de ocho distritos de la provincia en un día el 9 de julio, los talibanes avanzaron cerca de la ciudad. Ese mismo día Ismail Khan, exjefe militar y miembro prominente de Jamiati Islami, llamó a sus seguidores para asegurar y defender Herat y luego reconquistar los distritos circundantes. Coordinaron sus actividades con las fuerzas de seguridad y fueron desplegados antes del 13 de julio. Las fuerzas que comandaba impidieron temporalmente la captura de la ciudad por parte de los talibanes y frenaron su avance.

## Combate

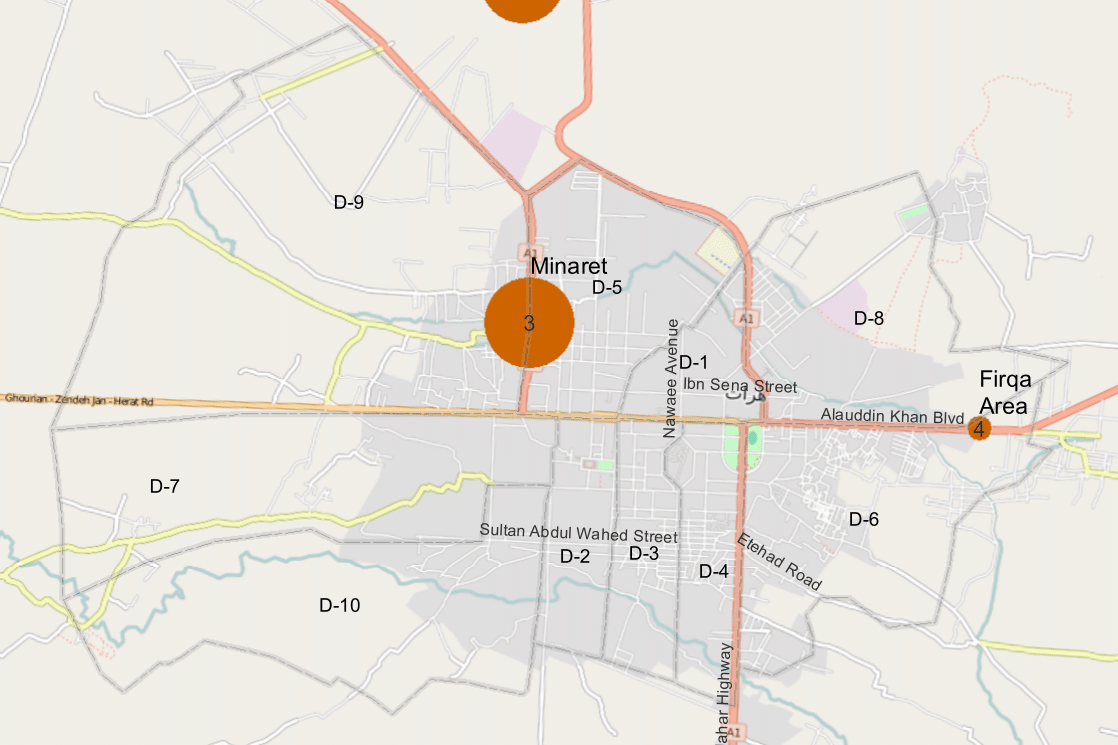
Mapa de los distritos de la ciudad de Herat.

Los combates comenzaron en la ciudad alrededor del 28 de julio. Al día siguiente, los enfrentamientos llegaron al Puente Malan el día anterior, que cruza el río Hari a unos 12 kilómetros al sur de la ciudad.
La batalla fue intensa el 30 de julio. La parte de la carretera Kandahar-Herat que conduce al aeropuerto fue objeto de fuertes ataques. La oficina de las Naciones Unidas en Herat también fue atacada con disparos y granadas, matando a un guardia de seguridad e hiriendo a otros. Un portavoz de los talibanes emitió un comunicado diciendo que la oficina se había visto envuelta en un fuego cruzado. El comandante del 207.º Cuerpo también fue capturado y asesinado ese día. Debido a los enfrentamientos, todos los vuelos fueron cancelados en el Aeropuerto Internacional de Herat, ubicado a 10,5 kilómetros al sur de la ciudad. Las fuerzas gubernamentales pudieron retomar la carretera que conduce al aeropuerto en la tarde del día siguiente.
El 31 de julio, el puente de Malan fue tomado por los talibanes después de dos días de combates. Al día siguiente, los reporteros de la agencia de noticias Pajhwok fueron capturados brevemente, pero fueron liberados rápidamente. El 2 de agosto se produjeron enfrentamientos al menos a 2 kilómetros del centro de la ciudad entre las fuerzas aliadas al gobierno y los talibanes, principalmente en los distritos 2, 3, 7 y 14. Heratíes también corearon «Al·lahu-àkbar» («Dios es grande») en las calles en apoyo del gobierno y las fuerzas aliadas. Dos días después, los distritos 2, 3, 10 y 11 fueron atacados por los talibanes. El jefe de policía del distrito 10 murió en los enfrentamientos. Los talibanes fueron expulsados con éxito de la ciudad.

### Rendición
El 12 de agosto, Herat fue atacada por cuatro lados. El gobernador Abdul Saboor Qani dijo que los talibanes enfrentaron una enorme respuesta de las fuerzas de seguridad. Ese mismo día, a primera hora de la tarde, los combatientes talibanes rompieron las líneas defensivas, entraron en la ciudad y tomaron el control. La gente corría y gritaba que los talibanes estaban allí. Testigos dijeron que hubo disparos ocasionales en un edificio del gobierno mientras que el resto de la ciudad permaneció en silencio. Los funcionarios y las fuerzas gubernamentales restantes se retiraron a una base militar y se rindieron allí a la mañana siguiente. También se tomó la base aérea de Shīndand. Según Halid Pashtun, asesor principal del alto consejo de paz afgano, las tropas gubernamentales se rindieron en Herat, lo que provocó su caída.

## Secuelas
Los residentes informaron que los talibanes estaban registrando casas en busca de trabajadores del gobierno, armas y vehículos. Dos presuntos saqueadores desfilaron por las calles como advertencia el día después de que los talibanes capturaron la ciudad.
Ismail Khan fue capturado y puesto bajo arresto domiciliario. Según un miembro del consejo provincial, Khan, el gobernador provincial y otros funcionarios fueron entregados como parte de un acuerdo con los insurgentes. La captura proporcionó a los talibanes un fuerte símbolo de la resistencia que se desvanecía en Herat, además de afirmar que Khan había desertado a su lado. Según fuentes cercanas a él, el 16 de agosto dejó la custodia y se dirigió a Mashhad, Irán.
Unos días después de la caída de la ciudad, algunas oficinas gubernamentales en la ciudad, incluido el departamento de electricidad, habían reabierto sin empleadas. Las mujeres también se mantuvieron alejadas de las calles y los hombres vestían ropa más tradicional afgana. El 18 de agosto, las niñas regresaron a la escuela. Los talibanes repartieron hiyabs y pañuelos en la cabeza a la entrada de la escuela.

## Significancia
Herat es la tercera ciudad más grande de Afganistán (con una población de al menos dos millones), se encuentra en importantes rutas comerciales y es una importante entrada a Irán. Es la ciudad más grande del oeste de Afganistán y, en parte, por eso es un centro económico. Junto con la captura de Lashkar Gah en la Batalla de Lashkar Gah y la caída de Kandahar en la Batalla de Kandahar de 2021, sus capturas fueron las ganancias más significativas hasta ahora en la ofensiva de los talibanes de 2021.
Halid Pashtun e Ismail Khan alegaron que había paquistaníes luchando por los talibanes y que los talibanes reciben apoyo de Pakistán.

### Efectos
Según funcionarios de salud, al menos ocho civiles murieron y 260 resultaron heridos en las dos semanas de enfrentamientos. Un hospital dijo que recibió 24 cadáveres y casi 200 heridos. Un ataque de los talibanes a la infraestructura en Islam Qala provocó la pérdida de Internet a mediados de julio.
Dos semanas después de la captura de Islam Qala, el precio del aceite de cocina aumentó aproximadamente un 50%. La mayoría de las personas acomodadas en Herat se fueron antes de Eid al-Adha, lo que redujo drásticamente el gasto en Eid. Según un vendedor, sus ingresos de Eid cayeron un 90%. Los pedidos de un fabricante de dulces se redujeron a la mitad en comparación con un año normal.